# Aartsbisdom Johannesburg

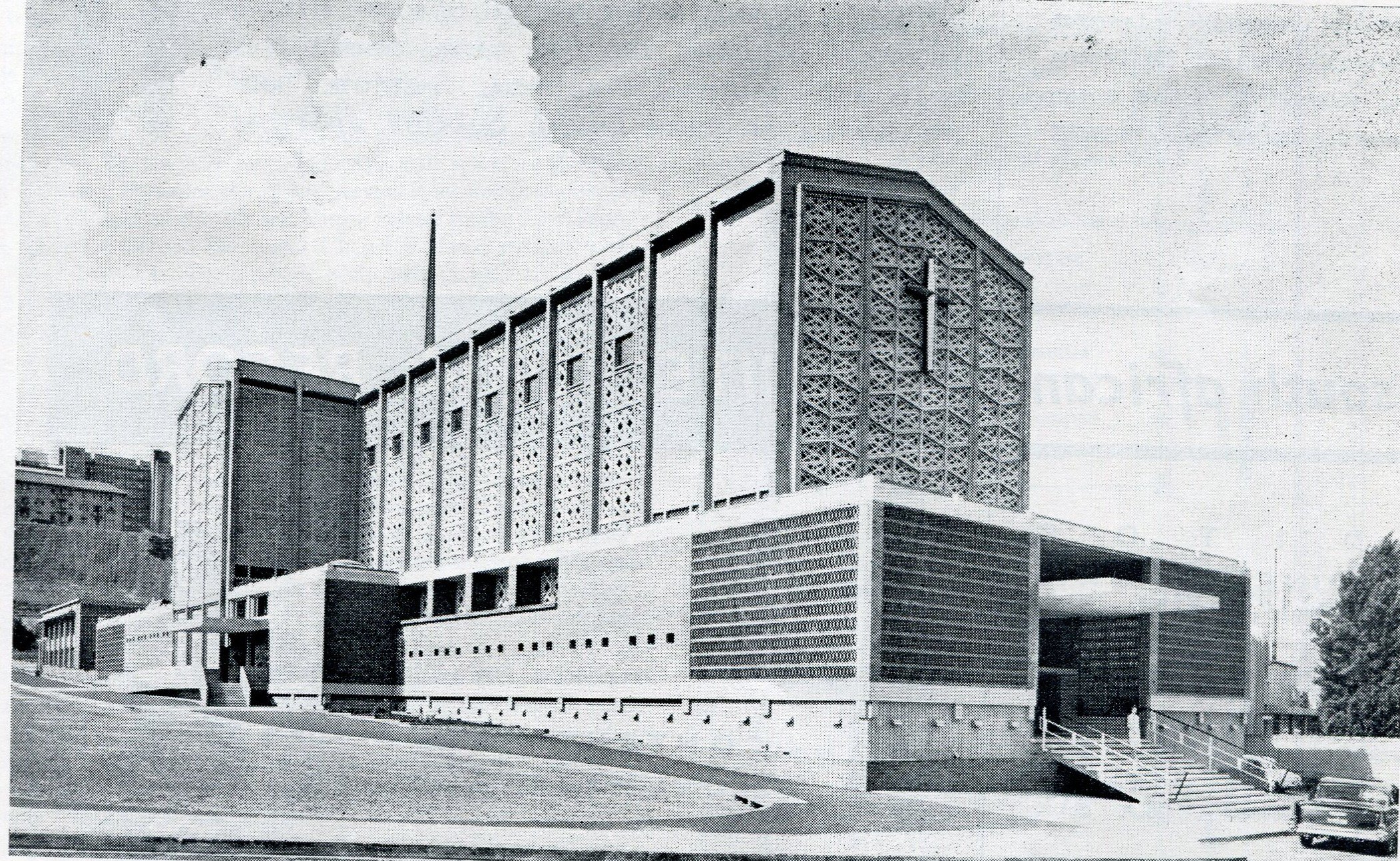
De kathedraal van Christus-Koning

Het aartsbisdom Johannesburg (Latijn: Archidioecesis Ioannesburgensis) is een rooms-katholiek aartsbisdom in Zuid-Afrika en zetel van een kerkprovincie. De hoofdkerk is de kathedraal van Christus-Koning in Johannesburg.

## Geschiedenis
In 1869 werd de eerste priester aangesteld in de toenmalige Transvaal. Tot dan was er geen vrijheid van godsdienst en was enkel de Nederlandse Hervormde Kerk toegelaten. Transvaal viel tot 1886 onder het apostolisch vicariaat van Natal. In dat jaar werd Transvaal een kerkelijke prefectuur en in 1904 een vicariaat. In 1951 werd het bisdom Johannesburg opgericht en in 2005 werd Johannesburg verheven tot aartsbisdom.

## (Aarts)bisschoppen
- William Patrick Whelan (O.M.I.) (1951-1954)
- Hugh Boyle (1954-1976)
- Joseph Patrick Fitzgerald (O.M.I.) (1976-1983)
- Reginald Joseph Orsmond (1983-2002)
- Buti Tlhagale (2003-2005), aartsbisschop (2005-2024)
- Stephen Brislin (2024-heden)

## Suffragane bisdommen
- bisdom Klerksdorp
- bisdom Manzini (Swaziland)
- bisdom Witbank